# José Luis Mollaghan
José Luis Mollaghan (Buenos Aires, 2 de maio de 1946 – Buenos Aires, 7 de junho de 2025) foi um prelado argentino da Igreja Católica Romana. Desde 2014, ele foi funcionário do Dicastério para a Doutrina da Fé. Anteriormente ocupou os cargos de Bispo Auxiliar de Buenos Aires, Bispo de São Miguel e Arcebispo de Rosário.

## Primeiros anos e sacerdócio
Mollaghan completou seus estudos eclesiásticos no seminário de Villa Devoto, em Buenos Aires, e depois em Roma, onde obteve a licenciatura em Teologia e o doutorado em Direito Canônico na Pontifícia Universidade Gregoriana. Foi ordenado sacerdote pelo Bispo Jacques-Paul Martin, Prefeito da Casa Pontifícia, em 19 de março de 1971.
De volta à Argentina em 1975, exerceu seu ministério em diversas paróquias e foi membro do Conselho Presbiteral, do Conselho de Consultores e do Conselho de Assuntos Econômicos de Buenos Aires, Juiz do Tribunal Eclesiástico Nacional, além de professor da Universidade Católica e Conselheiro do setor juvenil da Ação Católica. Trabalhou sempre na Cúria Metropolitana, ao lado de Sua Eminência os Cardeais Aramburu e Quarracino e, mais tarde, do Monsenhor Bergoglio.

## Episcopado
Em 22 de julho de 1993, o Papa João Paulo II nomeou-o Bispo Auxiliar de Buenos Aires com a sede titular de Theuzi. Recebeu a consagração episcopal em 2 de outubro do mesmo ano, na Catedral Metropolitana de Buenos Aires, pelo cardeal Antonio Quarracino; os principais co-consagradores foram Ubaldo Calabresi, Núncio Apostólico na Argentina, e Eduardo Vicente Mirás, Bispo Auxiliar de Buenos Aires.
O Papa João Paulo II nomeou-o Bispo de São Miguel em 17 de maio de 2000, sendo instalado em 5 de agosto. Em 22 de dezembro de 2005, o Papa Bento XVI nomeou-o Arcebispo de Rosário, onde foi instalado em 18 de março de 2006.
Na Conferência Episcopal Argentina (CEA), foi Secretário-Geral de 1994 a 1999. Também foi secretário da comissão episcopal para a Universidade Católica Argentina, membro da comissão episcopal para o Ordenamento territorial, presidente do Conselho Jurídico da CEA e delegado ante o Conselho Episcopal Latino-americano (CELAM).

## Doutrina da Fé
Em 19 de maio de 2014, o papa Francisco designou Mollaghan à Congregação para a Doutrina da Fé em Roma para trabalhar em uma comissão para examinar as apelações de eclesiásticos acusados ou condenados por abusos sexuais e outros ‘delicta graviora’. Permaneceu como Administrador apostólico da Arquidiocese de Rosário até a nomeação de seu sucessor. Os jornais argentinos interpretaram a designação de Mollaghan em Roma como uma maneira "elegante" de removê-lo de Rosário após uma investigação sobre a má administração dos fundos da igreja e se referiu a ele como "um velho rival" do papa. Mollaghan negou que ele representasse uma facção mais conservadora da hierarquia argentina e apontou para seu longo serviço ao lado de Bergoglio em Buenos Aires.
Como a comissão não havia sido estabelecida, no mês de agosto seguinte, o arcebispo se mudou para Buenos Aires para significar sua liberação da responsabilidade pela arquidiocese de Rosario. Ele disse a uma congregação em uma celebração festiva em Rosário em agosto: "O diretor técnico decide as mudanças. Eu só queria ficar em Rosário, mas ele me mandou para Buenos Aires para facilitar o trabalho para mim". Mollaghan permaneceu em Buenos Aires por vários meses, antes de se mudar para Roma. A Comissão de sete membros foi criada em 11 de novembro de 2014 com responsabilidade para ouvir apelos de padres e bispos acusados do que a Igreja considera crimes graves: abuso sexual de menores, heresia, apostasia, mau uso do sacramento da penitência e ordenação de mulheres.
Em 2019, o papa nomeou os novos membros do colégio instituído na Congregação para a Doutrina da Fé para o exame de recursos em matéria de "delicta reservata"; Mollaghan foi nomeado como membro suplente. Novamente, em 2022, o papa o confirmou para um mandato de três anos como membro do Colégio para o Exame de Apelações em Matéria de Delitos Reservados.

## Morte
Mollaghan morreu no dia 7 de junho de 2025, aos 79 anos.